# Britof (Kanal ob Soči)
Britof is een plaats in Slovenië en maakt deel uit van de gemeente Kanal ob Soči in de NUTS-3-regio Goriška.